# 애즈버리 파크 고등학교
애즈버리 파크 고등학교(영어: Asbury Park High School)는 미국 뉴 저지 주 애즈버리 파크에 있는 6년제 공립 중고등학교이다.

## 개교
이 학교는 1926년 첫 개교되었다.